# Titularbistum Vazi-Sarra
Vazi-Sarra ist ein Titularbistum der römisch-katholischen Kirche.
Es geht zurück auf einen untergegangenen Bischofssitz in der gleichnamigen antiken Stadt, die in der römischen Provinz Africa proconsularis (heute nördliches Tunesien) lag. Der Bischofssitz war der Kirchenprovinz Karthago zugeordnet.
| Titularbischöfe von Vazi-Sarra |                               |                                        |                   |                |
| Nr.                            | Name                          | Amt                                    | von               | bis            |
| 1                              | Stanislav Lenic               | Weihbischof in Ljubljana (Slowenien)   | 29. November 1967 | 4. Januar 1991 |
| 2                              | William Enrique Delgado Silva | Weihbischof in Maracaibo (Venezuela)   | 3. November 1995  | 14. April 1999 |
| 3                              | Anton Losinger                | Weihbischof in Augsburg, (Deutschland) | 6. Juni 2000      |                |